# The Bus
The Bus é um jogo eletrônico de simulação de ônibus desenvolvido pela TML-Studios e publicado pela Aerosoft. A versão de acesso antecipado estava disponível via Steam para Microsoft Windows em 25 de março de 2021.

## Jogabilidade
O jogo é descrito como "a próxima geração de simulação de condução de ônibus urbano". Fica na capital da Alemanha, Berlim, apresentando uma escala de 1:1 recriação da cidade.

## Desenvolvimento
É desenvolvido pela TML-Studios, com a Aerosoft publicando o jogo. A versão de acesso antecipado estava disponível para Microsoft Windows em 25 de março de 2021. O jogo está programado para deixar o acesso antecipado em 2022, quando o multiplayer deve estar disponível.
Atualmente é disponível em duas linhas de ônibus, (TXL e 200) com três ônibus: sendo um MAN Lion's City DD e dois VDL Citea.